# 205 Марта
205 Марта (205 Martha) — астероїд головного поясу, відкритий 13 жовтня 1879 року Йоганном Палізою у Пулі.